# Капитан милиции
Капита́н мили́ции — специальное звание старшего начальствующего состава милиции НКВД и МВД СССР в 1936—1943 годах. По рангу равнялось капитану государственной безопасности в НКВД, подполковнику в РККА и капитану 2-го ранга в РККФ.

## История звания
Звание капитана милиции было введено Постановлением ЦИК СССР и СНК СССР от 26 апреля 1936 года объявленным приказом НКВД № 157 от 5 мая 1936 года для личного состава органов рабоче-крестьянской милиции НКВД СССР.
Данная система просуществовала до 9 февраля 1943 года, когда Указом Президиума Верховного Совета СССР «О званиях начальствующего состава органов НКВД и милиции» были введены новые специальные звания, сходные с общевойсковыми.
| младшее звание: Старший лейтенант милиции | Капитан милиции милиции | старшее звание: Майор милиции |

## Знаки различия
Таблица 1.
| 1935 | 1939 | 1939 | 1943 | 1947 | 1958-1961 | 1958-1961 | 1958-1961 |
| ---- | ---- | ---- | ---- | ---- | --------- | --------- | --------- |
|      |      |      |      |      |           |           |           |

Таблица 2.
| 1965 | 1965 | 1965 | 1965 | 1969-1977 | 1969-1977 | 1969-1977 | 1969-1977 |
| ---- | ---- | ---- | ---- | --------- | --------- | --------- | --------- |
|      |      |      |      |           |           |           |           |

## Примеры присвоения
- Грязнов, Пётр Константинович
- Ишанов, Хусаин Сахубалиевич
- Онушонок, Паулина Ивановна
- Шрейдер, Михаил Павлович